# Sandro Ferraz
Sandro Luiz Amaral Ferraz (Pelotas, 26 de dezembro de 1969) é um intérprete de samba-enredo brasileiro, radicado no Carnaval de Porto Alegre. 
Filho de Maria Helena Amaral da Silva e Orimes Ferraz, Sandro ainda era um bebê quando a família se transferiu de Pelotas para Porto Alegre. Sua história se confunde com a própria história do samba e do carnaval porto-alegrense, pois foram seus familiares os fundadores da Academia de Samba Praiana, onde sua mãe, Maria Helena foi porta-bandeira e seu pai, Orimes, foi o último presidente campeão pela Praiana, em 1976.

## Carreira
Foi na Praiana que Sandro Ferraz iniciou sua carreira na música, na condição de ritmista da bateria da Escola. Pelo envolvimento de toda a sua família com o samba, Sandro Ferraz cresceu respirando carnaval. Na adolescência, Sandro Ferraz fez parte de um grupo chamado “Invasão à domicilio”, na Vila CEFER, Ipê e região. E, foi tocando repique de mão que Sandro Ferraz foi ser membro do Grupo Flor de Ébano. O cantor profissional surge do Flor de Ébano onde ficou por cerca de dois anos, pois ali ele se aprimorou na arte de cantar e dar interpretação ao samba. Mas, antes de alçar voo na carreira de intérprete, Sandro Ferraz foi ritmista nas baterias das escolas Acadêmicos da Orgia, Bambas da Orgia e Imperadores do Samba. Em 1989, inicia sua carreira como intérprete de samba (puxador) na Mocidade da Lomba do Pinheiro, ao lado de Jorge Pinheiro, Nego Edu e Marcelo Kará. Depois disso cantou na harmonia de Menéca, na Imperatriz Dona Leopoldina durante um ano. No ano seguinte, Sandro Ferraz foi cantar na harmonia do Bambas da Orgia. Depois disso Sandro Ferraz ainda foi compor a harmonia da União da Vila do IAPI, com Paulão da Tinga. Mas, é em 1993, na Filhos da Candinha, que Sandro Ferraz estreia no carnaval como primeiro puxador. No ano seguinte, retorna para a União da Vila do IAPI como primeiro intérprete, onde ganha seu primeiro Estandarte de Ouro, que na época se chamava Troféu Destaque do Carnaval.Em 1996 Sandro Ferraz desfilou na Estação Primeira da Figueira e regressou em 1997 para Imperatriz Dona Leopoldina, onde ocorreu o marco de sua ascensão como puxador.
Em 1998, Sandro Ferraz vai para a Imperadores do Samba, onde permaneceu por seis carnavais e ganhou seu primeiro título de campeão do carnaval de Porto Alegre. Entretanto, anos antes, em 1993, tenha sido compositor do samba campeão pela própria Imperadores, que homenageava Lupicínio Rodrigues.
A partir de 2004 Sandro Ferraz vai defender as cores da Estado Maior da Restinga, sendo vitorioso em três campeonatos: 2004 (Intermediario A), 2005(Especial) e 2006 (Especial).
Em 2008 Sandro Ferraz vai para o Império da Zona Norte, tendo obtido o título de campeão já no primeiro ano, ficando na escola até 2013.
Em 2014 retorna ao Estado Maior da Restinga ficando por apenas um carnaval.
Em 2015 assume a direção de harmonia da Embaixadores do Ritmo, ajudando a escola a obter um vice-campeonato inédito.
Em 2016, comanda a direção de carnaval e harmonia da União da Vila do IAPI, mas a uma semana do desfile assume como intérprete ao lado de Cezinha e Borracha.
Em 2017 estreia no carnaval carioca como apoio no carro som do Império Serrano.No ano de 2019 é anunciado pela escola de samba Bambas da Orgia, como seu novo intérprete para o carnaval de 2020..

## Fora do Carnaval
- Fez parte do projeto “Só se for samba”, que reuniu Gilson Dorneles, Nego Edu e Cláudio Barulho, que deu origem ao CD com o mesmo nome, que privilegiou compositores e intérpretes gaúchos.
- No período que permaneceu na Restinga, Sandro Ferraz lançou seu CD “Tô morrendo de achar bom”, nome inspirado em mais um dos famosos bordões do sambista.
- Na Estado Maior da Restinga, além de intérprete, também desenvolveu projeto social chamado "Consórcio Social da Juventude" para jovens da comunidade.
- Em 2008 concorreu a vereador pelo PC do B na cidade de Porto Alegre obtendo 1.498 votos, ficando como suplente.[8]

## Títulos
- Grupo Especial de Porto Alegre: 1998, 2000, 2001, 2005, 2006, 2008, 2020 e 2022.
- Grupo Intermediário A (Atual Série Prata): 2004 e 2025.
- Série A do Rio de Janeiro: 2017.